# Verfassung Nepals (2015)
Die Verfassung Nepals vom 20. September 2015 wurde nach einem schwierigen politischen Prozess nach dem Ende des Bürgerkrieges angenommen und definiert Nepal als unabhängige, unteilbare, souveräne, säkulare, inklusive, demokratische, sozialismusorientierte Bundesrepublik. Sie ersetzt die Übergangsverfassung aus dem Jahr 2007.

## Geschichte
Die Forderung nach einer neuen Verfassung wurde von den maoistischen Rebellen erhoben, die in Nepal seit 1996 einen zehnjährigen Bürgerkrieg geführt hatten. Nachdem die Rebellen fast das ganze Land unter ihre Kontrolle gebracht hatten, musste der König abdanken, und der Krieg endete mit dem Friedensabkommen von 2006. Zwei Jahre später gewannen die Maoisten die Wahlen zur ersten Verfassunggebenden Versammlung, was zur Abschaffung der 240 Jahre alten Monarchie führte.
Trotz wiederholter Verlängerungen ihrer zweijährigen Amtszeit konnte sich diese erste Verfassunggebende Versammlung nicht auf eine neue Verfassung einigen. Die Wahlen zu einer zweiten Verfassunggebenden Versammlung fanden im November 2013 statt.
Diese Versammlung wurde wieder von den traditionellen Parteien dominiert. Diese Parteien und die Maoisten haben in Zusammenarbeit einen neuen Entwurf im Juni 2018 durchgesetzt und erklärten, dass die katastrophalen Erdbeben im April und Mai 2015 sie dazu bewogen hätten, dies zu erreichen. Gemäß den Übergangsbestimmungen nahm die Verfassunggebende Versammlung am 20. September 2015 bis zu Neuwahlen die Rolle des regulären Parlaments ein. Diese fanden dann am 26. November 2017 und 7. Dezember 2017 statt.
Einige der vielen Volksgruppen Nepals fühlten sich von der neuen Verfassung nicht genügend repräsentiert. Insbesondere waren diese nicht einverstanden mit dem Zuschnitt der neugeschaffenen Provinzen. Dies betraf insbesondere die Madhesi im Süden des Landes, die nun die Minderheit in zwei Provinzen bildeten und nicht die Mehrheit in einer Provinz. Die Wut war so groß, dass Vertreter dieser Volksgruppe in den Wochen nach der Annahme der Verfassung Grenzübergänge zu Indien blockiert und das Land so weitgehend von der Versorgung abgeschnitten hatten.

## Inhalt

### Föderale Republik
Die neue Verfassung wandelte Nepal in eine Bundesrepublik, einen föderalen Staat, um. Der Vorschlag, der ursprünglich von den Maoisten stammte, wurde später wegen der Vielfalt Nepals von den meisten Parteien angenommen. In Nepal werden z. B. über 100 Sprachen gesprochen. Die Gesellschaft ist stark gespalten in verschiedene Kasten, und es existieren viele Ethnien innerhalb des Landes. Die Föderalisierung war notwendig geworden, um dieser Vielfalt Rechnung zu tragen.
Die Verfassung legte vorläufige Grenzen für die sieben neu zu schaffenden Provinzen fest, die die Rolle der Bundesstaaten innerhalb der Föderation einnehmen. Die Verfassung legte keine Namen für die Provinzen fest, sondern diese Namen sollten von ihren später zu wählenden Provinzparlamenten festgelegt werden. Eine Kommission sollte weiterhin ihre endgültigen Grenzen festlegen.
Innerhalb der nepalesischen Gesellschaft gab es große Auseinandersetzungen, ob die Provinzen nach ethnischen Gesichtspunkten abgegrenzt werden sollten. Während der Proteste gegen die neue Verfassung kamen 40 Menschen ums Leben.

### Parlament und Wahlsystem
Um bei der Wahl zum Repräsentantenhaus Nepals, dem Unterhaus des neuen bikameralen Parlaments, bisher diskriminierten ethnischen, religiösen und sozialen Gruppen zur politischen Vertretung zu verhelfen, wurde festgelegt, dass die Parteien, die Kandidaten für die Verhältniswahl aufstellen, verpflichtet sind, die Vertretung von Frauen und einer Reihe sozialer, ethnischer und religiöser Gruppen sicherzustellen. Frauen sollten mindestens ein Drittel der Gesamtzahl der gewählten Abgeordneten jeder Partei im Parlament ausmachen. Für den Fall, dass eine Partei diese Zahl im Rahmen der Mehrheitswahl nicht erreicht, muss sie mehr Frauen im Rahmen der Verhältniswahl aufstellen, um sicherzustellen, dass ein Drittel ihrer insgesamt gewählten Kandidaten Frauen sind. Namentlich genannt werden bei den auf den Wahllisten verpflichtend einzuschließenden Gruppen: die Dalit, die Adibasi Janajati (Ureinwohner des Berglands), die Khas Arya (ein Sammelbegriff für das Nepali sprechende, in viele Kasten aufgeteilte relative Mehrheitsvolk Nepals), die Madhesi (Mehrheitsvolk des Terai), die Tharu (Ureinwohner des Terai), Muslime, Frauen und rückständige Regionen.

### Exekutivgewalt
Der Präsident Nepals wird indirekt von einem Wahlkollegium gewählt, das sich aus Mitgliedern beider Kammern des Bundestages und der sieben Provinzparlamente zusammensetzt. Die Amtszeit beträgt fünf Jahre, und er kann nur zwei Mal zum Präsidenten gewählt werden. Seine Rolle ist im Wesentlichen zeremoniell.
Der Premierminister von Nepal wird vom Präsidenten auf Vorschlag der Mehrheitspartei oder Koalition im Unterhaus ernannt. Er bildet die Regierung, die sich aus nicht mehr als 25 Mitgliedern zusammensetzen darf und dem Haus gegenüber kollektiv rechenschaftspflichtig ist.

### Staatsbürgerschaft
Die Verfassung sieht vor, dass bei Geburt die nepalesische Staatsangehörigkeit nur erworben wird, wenn der Vater eines Kindes Nepalese ist. Im Falle einer Ehe einer Mutter mit einem Ausländer kann das Kind die nepalesische Staatsangehörigkeit nur erwerben, wenn der Vater die nepalesische Staatsangehörigkeit erwirbt. Diese Regel betrifft insbesondere die Volksgruppen der Tharu, Madhesi und andere ethnische Gruppen, die in den Terai, dem Flachland nahe der indischen Grenze, leben und eine lange Geschichte von Mischehen mit Indern haben. Dieser Punkt ist umso heikler, da viele Rechte, z. B. der Erwerb eines Führerscheins, die Eröffnung eines Bankkontos, nur Staatsangehörigen vorbehalten sind oder je nach Nationalität unterschiedliche Regeln haben (Eigentum oder Erbrecht).